# С
Das Es (С und с) ist ein Buchstabe des kyrillischen Alphabets. Es steht für den konsonantischen Laut /⁠s⁠/, der mit dem deutschen stimmlosen S oder ß identisch ist. Zwar sieht das Es genauso aus wie das lateinische C, allerdings leitet sich der Buchstabe vom griechischen Sigma ab, das lateinische C dagegen vom griechischen Gamma.

## Zeichenkodierung
| Standard  | Standard    | Majuskel С                 | Minuskel с               |
| --------- | ----------- | -------------------------- | ------------------------ |
| Unicode   | Codepoint   | U+0421                     | U+0441                   |
| Unicode   | Name        | CYRILLIC CAPITAL LETTER ES | CYRILLIC SMALL LETTER ES |
| UTF-8     | UTF-8       | D0 A1                      | D1 81                    |
| XML/XHTML | dezimal     | &#1057;                    | &#1089;                  |
| XML/XHTML | hexadezimal | &#x0421;                   | &#x0441;                 |